# 화성-8형
화성-8형은 북한이 개발한 극초음속 미사일이다.

## 역사

### 배경
2021년 1월 조선로동당 제 8차 대회에서 극초음속 미사일 개발 완료가 임박했음을 밝혔다.

### 시험발사
2021년 9월 28일, 북한 국방과학원은 오전 자강도 룡림군 도양리에서 새로 개발한 극초음속 미사일 화성-8형 시험 발사를 진행했다. 시험 발사에는 박정천 당 중앙위 비서가 국방과학 부문 지도간부들과 함께 참관했으며 김정은 총비서는 불참했다. 처음으로 도입한 암풀화된 미사일 연료계통과 발동기의 안정성을 확증했다고 노동신문은 보도했다.

## 특징
시험발사 당시에는 짧게 비행했지만 최종적으로 목표로 하는 사거리는 3,200km로 추정된다.

### 앰풀화
이번 보도에서 극초음속 미사일은 아직 정확하게 개발이 완료되었는지는 모르겠고, 액체연료 앰플화가 성공했다는 보도가 오히려 위협적이다. 원래 고체연료는 젤처럼 되어 있는데, 공장에서 미사일을 생산할 때 고체연료를 넣어서 밀봉해서 만든다. 밀봉을 앰플화했다고 이해하면 쉽다. 반면에 액체연료 미사일은 연료통이 액체연료의 부식성으로 인해 연료통이 부식되기 때문에, 빈 연료탱크 상태로 제작해서, 현장의 미사일 부대가 발사 직전에 한두시간 액체연료를 주입한다. 정찰위성, 정찰기가 연료주입을 포착해 킬 체인처럼 선제타격을 할 수 있다.
소재부품 기술이 발전하면서, 액체연료의 부식성에 저항하는 연료통이 개발되었다. 그래서 지하나 동굴에서 액체연료를 주입하고, 몇주일 동안 연료통이 부식되지 않고 견디는 수준이 되었다. 북한의 스커드 미사일은 이정도 수준이라고 알려져 있다. 따라서, 북한이 연료주입을 하면 한국이 킬 체인을 해서 선제타격을 한다는 개념은, 좀 정확한 이야기가 아니다. 동굴에서 연료주입을 해서 몇주일을 대기할 수 있어서, 한미 정보당국이 이를 파악하기가 힘들다.
3단계로, 앰풀화라는 것은, 고체연료 처럼, 미사일 제조 당시에 액체연료를 넣어서, 완전히 연료통을 밀봉하는 방식이다. 액체연료의 부식성을 완전히 극복한 재료로 연료통을 만든 것으로, 세계 최대 ICBM인 러시아 사탄 미사일은 이런 방식이어서, 따로 발사전에 액체연료를 주입하지 않고, 고체연료 미사일과 똑같이, 즉시 발사를 한다. 10년 동안 사용할 수 있다. 북한이 이번 화성-8형에서 앰플화에 성공했다고 발표했으므로, 앞으로 북한의 모든 액체연료 미사일은, 연료주입이 사라지고, 고체연료처럼 즉시발사된다는 의미인데, 북한의 경제력으로 보아 모든 기존 미사일을 일시적으로 바꾸기 보다는, ICBM 등 대형 액체연료 미사일부터 단계적으로 앰플화를 할 것으로 추측할 수 있다.

## 평가

### 3축 체계에의 위협
한국은 미사일 방어를 위해 3축 체계를 구축중이다. 선제타격 킬 체인, 미사일 방어망 KAMD, 보복공격인 대량응징보복인데, 앰플화는 킬 체인을 무력화 시킨다. 극초음속 활공 비행체는 미사일 방어망을 무력화 시킨다. 결국 남는 것은 대량응징보복이다. 대량응징보복은 최근 윤석열 국민의힘 유력 대선후보의 논쟁인 작전계획 5015와 관련되어 있다. 즉, 대량응징보복은 말그대로 선제타격을 당한 뒤에 보복공격을 대규모로 하는 것인데, 이를 시기를 앞당겨서, 북한의 임박한 공격 징후가 보이면, 충격과 공포의 대규모 선제타격을 한다는, 즉 대량응징보복의 시점을 북한이 공격을 하기 직전에 미리 선제적으로 한다는 것이 작전계획 5015의 핵심 취지다.
그런데, 미국과 소련이 냉전시절 하던 핵선제타격인 제1격, 핵보복공격인 제2격의 전략은 지금도 여전히 유지되고 있는데, 결국 적이 공격하면 나도 공격한다. 뭐 이런 원칙적인 내용이다. 한국과 북한의 미사일 경쟁도 결국 그런 방향으로 가고 있다.

## 같이 보기
- 아방가르드 (미사일)
- AGM-183 ARRW